# Marcial Ávalos
Marcial Ávalos (5 dicembre 1921 – ...) è stato un calciatore paraguaiano, di ruolo attaccante.

## Carriera
Prese parte con la Nazionale paraguaiana ai Mondiali del 1950.